# Asociación Latinoamericana de Instituciones Financieras para el Desarrollo
La Asociación Latinoamericana de Instituciones Financieras para el Desarrollo (ALIDE) es una comunidad de más de 80 instituciones financieras públicas y privadas cuyo objetivo es el desarrollo de América Latina y el Caribe. Su sede se encuentra en Lima, la capital de Perú.

## Historia
Se fundó el 24 de enero de 1968 durante una reunión promovida por el Banco Interamericano de Desarrollo en Washington D. C. En 1979 se construyó en Lima, con los aportes de los miembros, la sede institucional.

## Miembros
Hay 3 tipos de miembrosː

### 1. Miembros activos
- Argentina

Banco de Inversión y Comercio Exterior (BICE), Banco de la Nación Argentina, Banco de La Pampa, Banco de la Provincia de Buenos Aires y Banco de Tierra del Fuego. 
- Aruba

AIB Bank N.V.
- Belice

Development Finance Corporation.
- Bolivia

Banco de Desarrollo Productivo. 
- Brasil

Banco de Desenvolvimento de Minas Gerais S.A. (BDMG), Banco do Nordeste, Banco Nacional de Desenvolvimento Econômico e Social (BNDES) y Banco Regional de Desenvolvimento do Extremo Sul (BRDE). 
- Colombia

Bancoldex, Financiera del Desarrollo (FINDETER), Fondo para el Financiamiento del Sector Agropecuario (FINAGRO), Instituto para el Desarrollo de Antioquia (IDEA), Instituto de Financiamiento, Promoción y Desarrollo de Caldas (Inficaldas) y el Instituto Financiero para el Desarrollo del Valle del Cauca (Infivalle)
- Costa Rica

Banco Nacional y Banco Popular. 
- Cuba

Banco de Crédito y Comercio (BANDEC). 
- Curazao

Corporación para el Desarrollo de Curaçao (KORPODEKO). 
- Chile

Corporación de Fomento de la Producción (CORFO) y el Instituto Nacional de Desarrollo Agropecuario (INDAP). 
- Ecuador

Banco de Desarrollo del Ecuador, Banco Ecuatoriano de Seguridad Social (Biess), BanEcuador, Corporación Financiera Nacional B.P. (CFN) y la Corporación Nacional de Finanzas Populares y Solidarias (CONAFIPS). 
- El Salvador

Banco de Desarrollo de El Salvador (BANDESAL), Banco de Fomento Agropecuario (BFA) y la Federación de Cajas de Crédito y de Bancos de los Trabajadores (FEDECRÉDITO). 
- Guatemala

Banrural. 
- Haití

Banque Nationale de Crédit (BNC)
- Honduras

Banadesa y Banco Hondureño para la producción y la Vivienda (Banhprovi). 
- México

Banco del Bienestar, Banco Nacional de Comercio Exterior, Banco Nacional de Obras y Servicios Públicos, Fideicomisos Instituidos en Relación con la Agricultura (FIRA) – Banco de México, Financiera Nacional de Desarrollo Agropecuario, Rural, Forestal y Pesquero (FND), Nacional Financiera S.N.C. (NAFIN) y la Sociedad Hipotecaria Federal S.N.C. (SHF). 
- Nicaragua

Banco de Fomento a la Producción (BFP). 
- Panamá

Banco Hipotecario Nacional (BHN) y la Caja de Ahorros, 
- Paraguay

Agencia Financiera de Desarrollo (AFD), Banco Nacional de Fomento y Crédito Agrícola de Habilitación (CAH). 
- Perú

Banco Agropecuario – Agrobanco, Banco de la Nación Y COFIDE.
- República Dominicana

Banco Agrícola de la República Dominicana (BAGRÍCOLA), BanReservas y Banco Nacional de las Exportaciones (BANDEX). 
- Uruguay

Banco de la República Oriental del Uruguay y Banco Hipotecario del Uruguay. 
- Venezuela

Banco de Comercio Exterior (BANCOEX), Bandes, Sociedad Nacional de Garantías Recíprocas para la Mediana y Pequeña Industria S.A. (SOGAMPI).

### 2. Miembros adherentes
Kreditanstalt für Wiederaufbau (KfW, Alemania), Business Development Bank of Canada (BDC), Compañía Española de Financiación del Desarrollo (COFIDES, S.A., distinta de la peruana COFIDE), Instituto de Crédito Oficial (ICO, España), Agencia Francesa para el Desarrollo (AFD), Export-Import Bank of India (EXIM BANK), Banco Português de Fomento, Corporación de Desarrollo del Estado (VEB.RF, Rusia), Banco Centroamericano de Integración Económica (BCIE), Banco Europeo de Inversiones (BEI), Banco Interamericano de Desarrollo (BID), Banco Latinoamericano de Comercio Exterior S.A. (BLADEX), CAF - Banco de Desarrollo de América Latina y el Caribe, Banco de Desarrollo del Caribe, CDF – CARICOM Development Fund, Fondo Financiero para el Desarrollo de los Países de la Cuenca del Plata (FONPLATA), Asociación Red Iberoamericana de Garantías – REGAR, Long Term Investors Club (LTIC), Iniciativa Financiera del Programa de las Naciones Unidas para el Medio Ambiente (UNEP FI), Fondo Internacional de Desarrollo Agrícola (FIDA)

### 3. Miembros colaboradores
GARANTIZAR SGR-Sociedad de Garantía Recíproca (Argentina), Caja de ANDE (Costa Rica), Superintendencia de Bancos y Seguros (Ecuador), Financiera Emprendedores (México), Fondo MIVIVIENDA S.A. (Perú), Sistema de Banca para el Desarrollo (SBD, Costa Rica), Superintendencia de Banca, Seguros y AFP (Perú), Superintendencia de las Instituciones del Sector Bancario (SUDEBAN, Venezuela)

## Actividades
Las actividades que promueve ALIDE tienen por finalidad la cohesión y el fortalecimiento de la acción y participación de las instituciones financieras en el proceso económico y social de la región. Es el foro  para el análisis y debate sobre los desafíos de los bancos de desarrollo en su misión de apoyar los objetivos del crecimiento, la estabilidad, la competitividad, la apertura externa y la integración económica de América Latina y el Caribe.